# Frances Kirwan
Frances Clare Kirwan, més coneguda com a Frances Kirwan (1959) és una matemàtica britànica, professora de Geometria Saviliana a la Universitat d'Oxford, convertint-se en la primera dona a ocupar el càrrec. Els seus camps d'especialització són la geometria algebraica i simplèctica.
Formada a l'Oxford High School, va estudiar matemàtiques com al Clare College de la Universitat de Cambridge. Va obtenir el títol de doctor en filosofia a Oxford el 1984, amb la dissertació The Cohomology of Quotients in Symplectic and Algebraic Geometry, supervisada per Michael Atiyah. Des del 1996 exerceix de catedràtic de Matemàtiques a Oxford. Es va casar amb Michael Pennington. Va destacar en el foment de les dones en el camp de les matemàtiques.
Els seus interessos de recerca estaven relacionats amb els espais de moduli en geometria algebraica, la teoria d'invariants geomètrica i la seva relació amb els "mapes de moment" en geometria simplèctica. El seu treball s'esforça per comprendre l'estructura dels objectes geomètrics mitjançant la investigació de les seves propietats algebraiques i topològiques.